# Master of Orion: Conquer the Stars
Master of Orion: Conquer the Stars (або просто Master of Orion) — комп'ютерна гра в жанрі покрокової стратегії, четверта гра у серії. Розроблена студією NGD Studios та видана Wargaming.
Нова версія Master of Orion відноситься до 4X та покрокової стратегії. Очольте одну з безлічі рас, кожна з яких має свій набір якостей та недоліків, навички та переваги, космічний флот.

## Способи перемоги
1. Через найбільшу кількість очок до 300 ходу (можна змінити).
2. Знищити усіх супротивників (окрім антаран).
3. Набрати понад 2/3 голосів у галактичній нараді.
4. Першим побудувати науковий термінал теле- і радіо комунікацій. Трансцендентну станцію ретрансляції й Установку диференціації простору.
5. Купити 30 % акцій ГВФ (галактичного валютного фонду) і утримувати 30 % в ВГП впродовж 15 ходів.
6. Знищити расу антаран у їх рідному вимірі. Для цього потрібно знайти та дослідити 3 руїни.

## Раси
У базовій версії присутні 10 рас та можливість зробити свою, але з зовнішнім виглядом вже присутньої. У колекційному виданні та DLS можна отримати ще чотири.
| Раса       | У базовій версії |
| ---------- | ---------------- |
| Алкарі     | Так              |
| Булраті    | Так              |
| Дарлоки    | Так              |
| Люди       | Так              |
| Клакони    | Так              |
| Меклари    | Так              |
| Мршани     | Так              |
| Псилони    | Так              |
| Сакра      | Так              |
| Силікоїди  | Так              |
| Елеріани   | DLC              |
| Гнолами    | DLC              |
| Триларіани | DLC              |
| Терани     | Колекційне       |
| Антарани   | Лише як ворог    |

## Ігровий процес
Зміцнюйте армію, захоплюйте планети, укладайте договори або воюйте з іншими расами. Примусьте Всесвіт підкоритися Вам!
Міжзоряний рух працює за принципом Master of Orion III, тобто, кораблі можуть переміщуватися лише по спеціальних тунелях між сусідніми зірками. На точках виходу можна будувати оборонні станції, які блокують цей тунель для рас без договору про відкриття кордонів і беруть участь в боях у цій точці, або станції далекого виявлення якими також можна блокувати можливість будувати у цій точці. Це здійснюється за допомогою космічних фабрик, які також будують грошові або дослідницькі станції на астероїдах і газових гігантах. Також, вони можуть згортати газові гіганти та пояси астероїдів в нові планети.

## Колекційне видання
У колекційне видання увійшли: раса терани, оркестровий саундтрек, мануали, цифровий альбом, можливість зробити кораблі піксельними та всі минулі частини серії.

## Оцінки
Гра отримала 74 бали на Metacritic, та 41 % рекомендації критиків на OpenCritic.